# Trogen (Oberfranken)

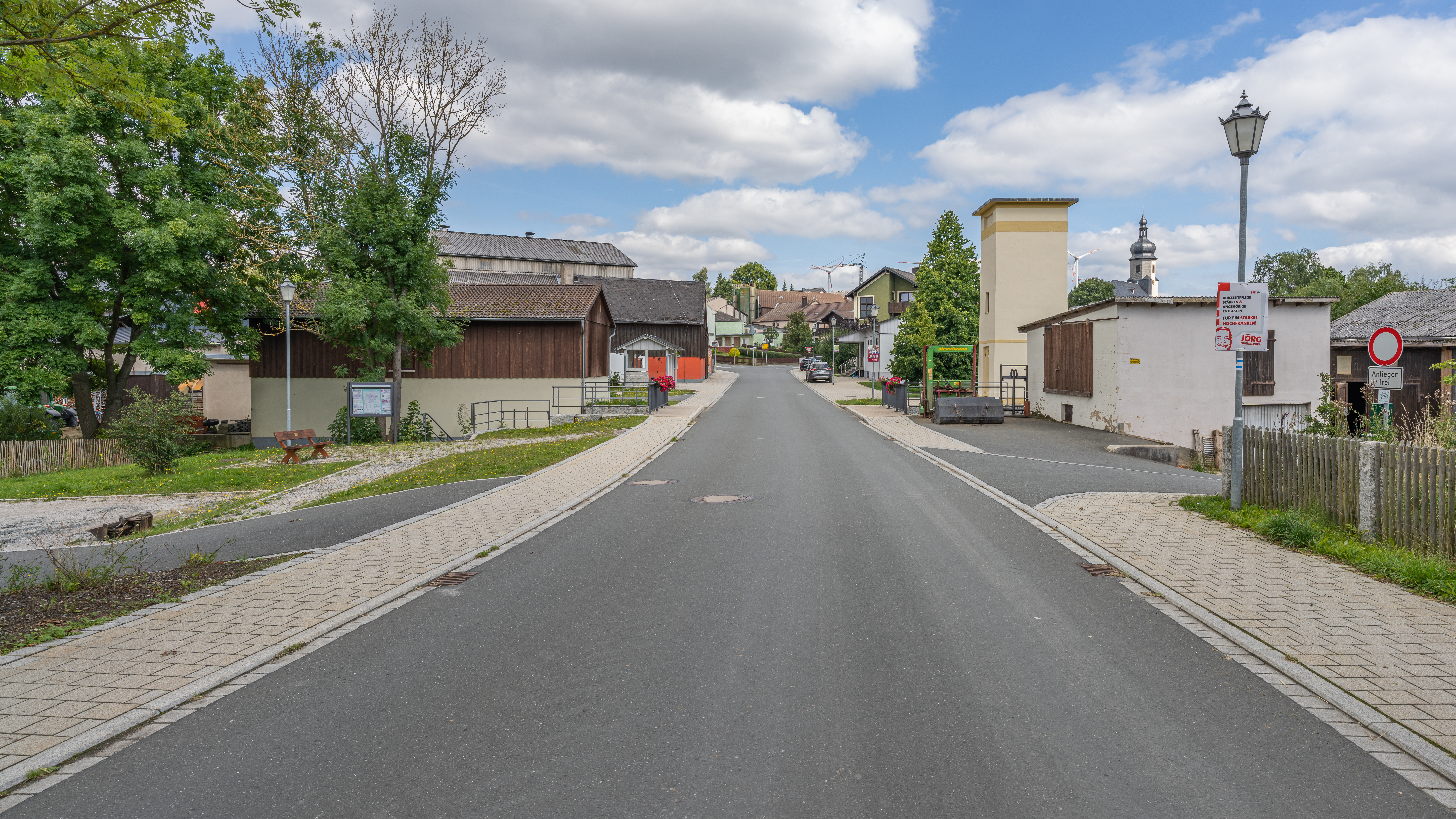
Straße "An der Zech" in Trogen

Trogen ist eine Gemeinde im oberfränkischen Landkreis Hof in Bayern, unmittelbar an der Landesgrenze zu Sachsen, im Bayerischen Vogtland. Die Gemeinde ist Mitglied der Verwaltungsgemeinschaft Feilitzsch. Der gleichnamige Hauptort liegt in einer Talsenke zwischen Hügeln eingebettet.

## Geographie

### Geographische Lage und Verkehr

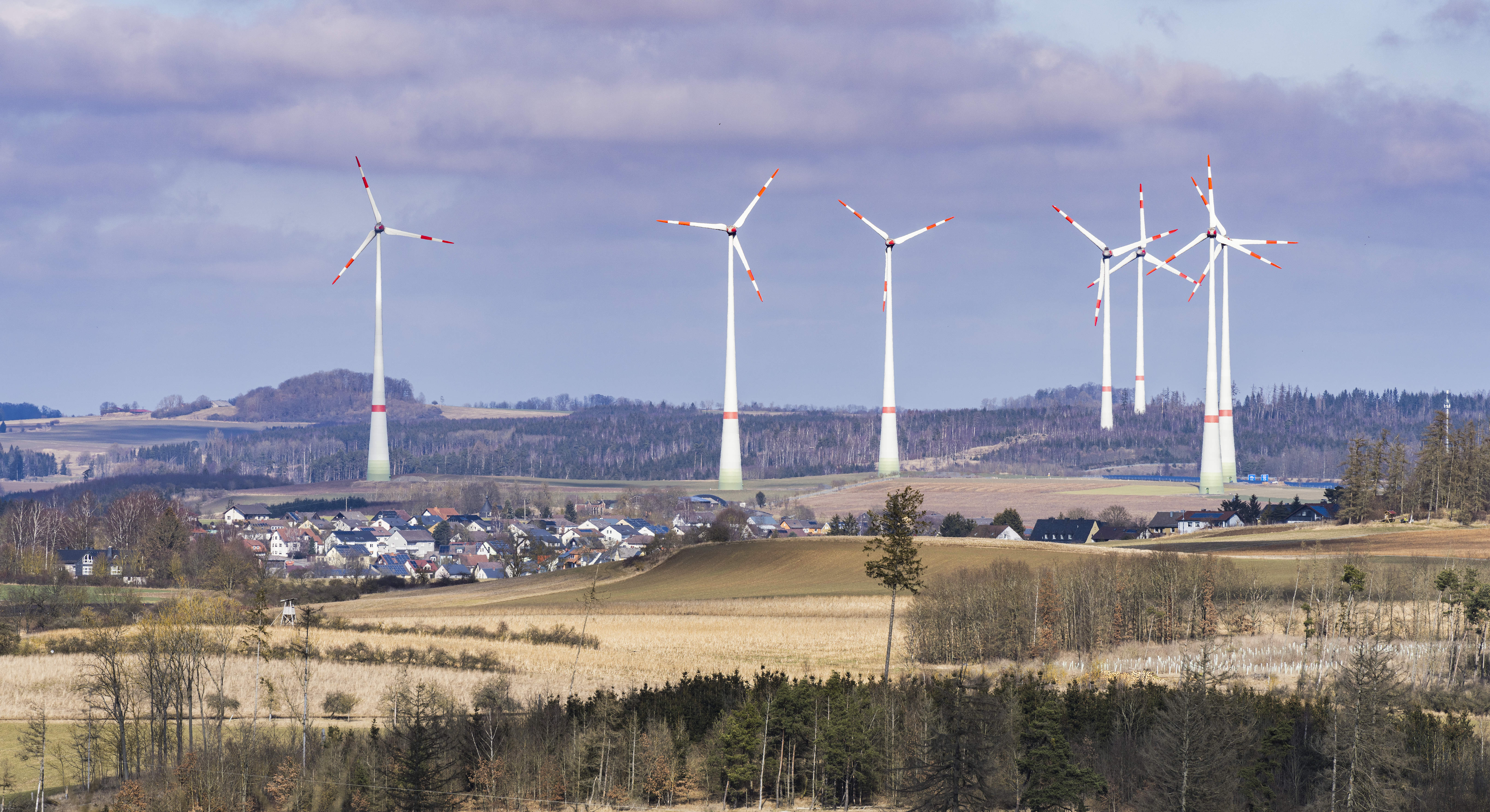
Trogen, gesehen von Theresienstein

Trogen liegt etwa sechs Kilometer nordöstlich der kreisfreien Stadt Hof an den Autobahnen 72 (Anschlussstelle 3 Hof/Töpen), 93 (Anschlussstelle 2 Hof-Ost) und an der Bundesstraße 173. Auf dem Gebiet der Gemeinde liegt das Autobahndreieck Hochfranken. Beim nördlichsten Ortsteil Föhrig tangiert die Bahnstrecke Leipzig–Hof das Gemeindegebiet. Durch die Gemeindeflur fließt die Nördliche Regnitz, ein Zufluss der Saale. Die Gemeinde Trogen liegt im Bayerischen Vogtland an der Grenze zu Sachsen, gehört zum Landkreis Hof und somit auch zur Region Hochfranken. Der Nachbarort Feilitzsch ist nur wenige hundert Meter von Trogen entfernt. Die ehemalige Innerdeutsche Grenze im Norden und Osten des Gemeindegebiets gehört heute zum Grünen Band Deutschland. Dort befinden sich die Naturschutzgebiete „Pfarrwiese“ (bei Föhrig), „Himmelreich“ mit dem Flächennaturdenkmal „Grenzheide“ (bei Schwarzenstein) und „An der Ullitz“ (bei Ullitz).
Trogen weist ein vergleichsweise geschlossenes Ortsbild auf. Seit den 1990er Jahren sind allerdings deutliche Zersiedelungstendenzen zu beobachten, die das vorher sehr kompakte Dorf durch Ausweisung von Bauland aufzulösen beginnen. Seit 2012/2013 beherrschen zwei Windparks auf der Hochebene nordöstlich von Trogen das Ortsbild.

### Nachbarorte
|            | Weischlitz (Sachsen)                        |                          |
| Feilitzsch | Kompassrose, die auf Nachbargemeinden zeigt | Triebel/Vogtl. (Sachsen) |
|            | Hof (Saale)                                 | Gattendorf               |

### Gemeindegliederung
Trogen besteht aus sieben Gemeindeteilen (in Klammern ist der Siedlungstyp angegeben):
- Föhrig (Einöde)
- Gössen (Einöde)
- Kienberg (Dorf)
- Schwarzenstein (Einöde)
- Trogen (Pfarrdorf)
- Ullitz (Weiler)
- Ziegelhütten (Weiler)

Es gibt auf dem Gemeindegebiet nur die Gemarkung Trogen. Sie hat eine Fläche von 12,320 km² und ist in 1781 Flurstücke aufgeteilt, die eine durchschnittliche Fläche von 6917,45 m² haben. In ihr liegen sämtliche Gemeindeteile der Gemeinde.

## Geschichte

### Frühzeit
Zeugen für eine frühe Besiedlung der Gegend um Trogen sind ein Hügelgrab aus der Bronzezeit bei Ullitz, ein rautenförmiger Harzsiedestein bei Föhrig und Reste eines mittelalterlichen Steinkreuzes auf dem Friedhof in Trogen. Weiterhin fand man in der Ruine der am Anfang des 17. Jahrhunderts abgebrannten Wasserburg in Trogen eine Münze aus der Regierungszeit von König Wenzel II. Dieser sogenannte Prager Groschen ist zwischen 1283 und 1305 geprägt worden.

### Mittelalter und Neuzeit

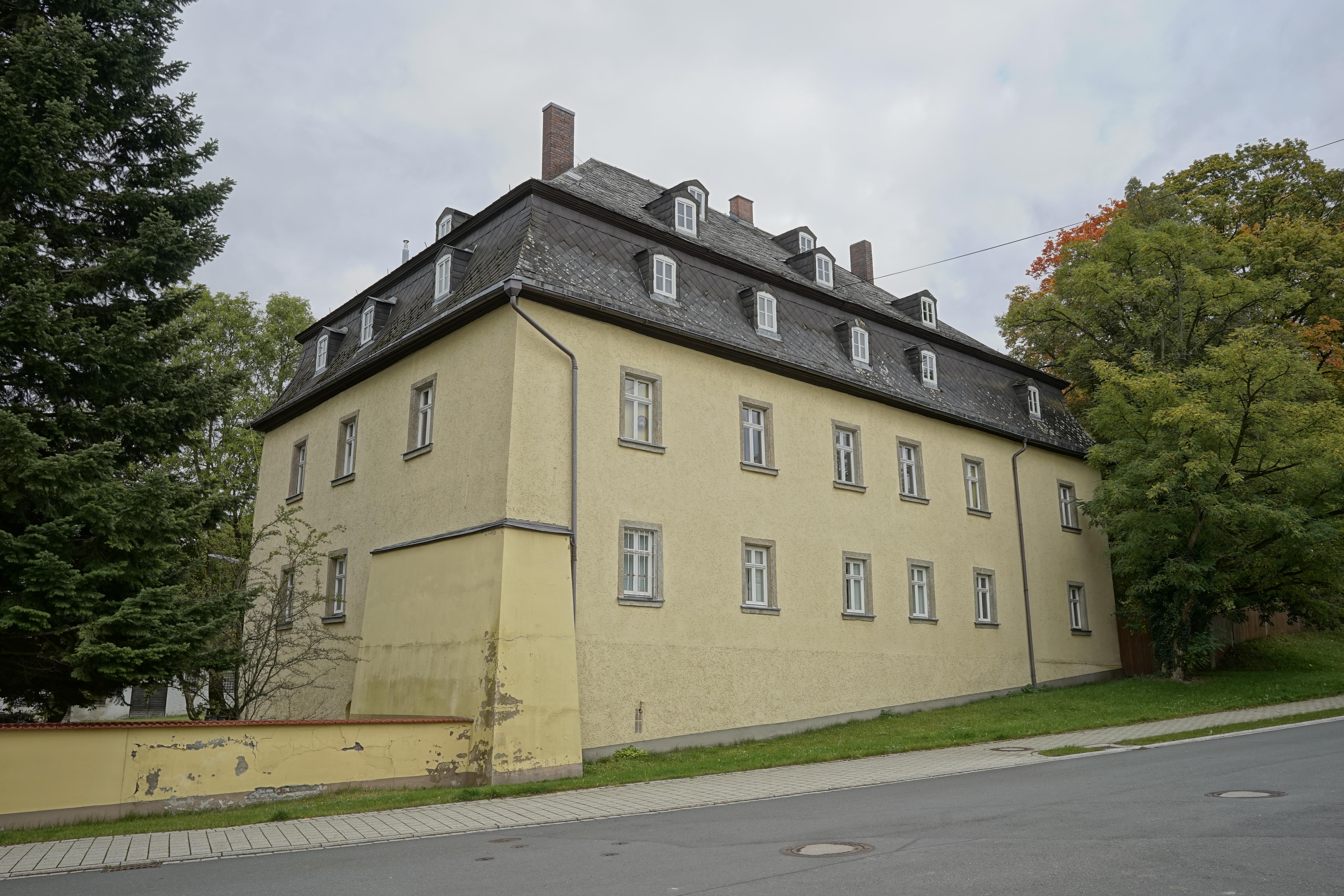
Ansicht des Herrenhauses Trogen-Zech

Die erste urkundliche Erwähnung von Trogen ist auf den Erbschaftsvertrag der Vögte von Weida vom 21. Dezember 1306 datiert. In diesem wurden die im Ort existierende Wasserburg und die Vorwerke als Lehen unter die drei Söhne Heinrich II. des Reichen aufgeteilt. Trogen gehörte mit dem Regnitzland zwischen dem 12. und 14. Jahrhundert zum Verwaltungsgebiet der Vögte von Weida, weshalb für dieses Gebiet heute auch der Name Bayerisches Vogtland gebräuchlich ist. 1373 verkauften diese ihre Ansprüche an die Burggrafschaft Nürnberg, deren obergebirgischen Anteil die späteren Markgrafen von Kulmbach-Bayreuth besaßen.
In Trogen befanden sich drei Rittersitze (die Wasserburg Trogen, das Gut Trogen-Zech und das Obere Gut). Die Güter Trogen-Zech und das Obere Gut entwickelten sich durch Teilung oder Verkäufe aus den Vorwerken der Wasserburg. Die Wasserburg Trogen, welche sich nach alter Überlieferung am Verbindungsweg zwischen den Gütern "Trogen-Zech" (Adresse: Zech 1 in Trogen) und "Trogen-Oberes Gut" (Adresse: Ullitzstraße 7 in Trogen) befunden haben soll, gehörte zur Lehnsherrschaft der Grafen von Reuß, welche aus den Vögten von Plauen hervorgingen. Zum Besitz der Wasserburg gehörten zwei halbe Höfe, eine Schenkstatt, neun Herbergen, ein Hof in Feilitzsch und sieben Anwesen in Köditz. Nach dem Brand von 1637 wurde die Wasserburg nicht mehr aufgebaut. Der Wirtschaftshof Trogen-Zech gehörte wie die Wasserburg den Herren von Feilitzsch. Er unterstand lehensrechtlich zunächst den Vögten von Weida, bis er im Jahre 1373 mit dem Regnitzland und der Stadt Hof an den Burggrafen Friedrich von Nürnberg verkauft wurde. Das Obere Gut kam in wettinisch-sächsischen Besitz. Nachdem im Vertrag von Gefell im Jahr 1524 die kursächsisch–brandenburg-bayreuthische Grenze festgelegt worden war, gehörte das Obere Gut zur Markgrafschaft Brandenburg-Bayreuth, seit 1604 Fürstentum Bayreuth genannt. Zum Besitz des Oberen Guts gehörten 17 Höfe in Trogen, drei in Ullitz, vier in Föhrig, zwei in Gössen und einer in Schwarzenstein.
Trogen war ab 1498 Teil des „Militärkreises Hof“, aus dem sich in der ersten Hälfte des 16. Jahrhunderts die Landeshauptmannschaft Hof herausgebildet hatte. Der Ort gehörte zum Stadtvogteiamt Hof.
Von 1797 bis 1810 unterstand Trogen dem preußischen Justiz- und Kammeramt Hof. Nachdem im Jahr 1810 das Königreich Bayern das Fürstentum Bayreuth gekauft hatte, wurde der Ort bayerisch. Infolge des Ersten Gemeindeedikts wurde 1812 der Steuerdistrikt Trogen gebildet. Zu diesem gehörten Föhrig, Gössen, Gumpertsreuth, Haidt, Kienberg, Knollenhaus, Oberhartmannsreuth, Oberhöll, Schwarzenstein, Ullitz, Unterhöll und Ziegelhütten. Zugleich entstand die Ruralgemeinde Trogen mit den Orten Föhrig, Gössen, Kienberg, Schwarzenstein, Ullitz und Ziegelhütten. Sie war in Verwaltung und Gerichtsbarkeit dem Landgericht Hof zugeordnet und in der Finanzverwaltung dem Rentamt Hof (1919 in Finanzamt Hof umbenannt). Ab 1862 gehörte Trogen zum Bezirksamt Hof (1939 in Landkreis Hof umbenannt). Die Gerichtsbarkeit blieb beim Landgericht Hof (1879 in Amtsgericht Hof umgewandelt). 

### Zweiter Weltkrieg  und Gegenwart
In der Zeit der Deutschen Teilung nach dem Zweiten Weltkrieg (1945 bis 1990) geriet Trogen in die unmittelbare Nähe der so genannten innerdeutschen Grenze. Die heutige A 72 wurde wegen der 1945 erfolgten Sprengung der Saalebrücke Rudolphstein der Autobahn München–Berlin (heutige A 9) 1945 zwischen 1945 und 1951 als Interzonenübergang genutzt. Von 1951 bis 1989 war die Autobahn zwischen Hof/Töpen (BRD) und Pirk (DDR) für den Verkehr gesperrt. Der Verkehr wurde bis zum Wiederaufbau des Saaletalviaduktes 1966 über die Bundesstraße 2 – Grenzübergang Töpen-Juchhöh – geleitet. Die Straße von Hof nach Plauen (einstige Bundesstraße 173) wurde 1946 zwischen Ullitz und Blosenberg gesperrt und auf DDR-Seite vermint. Auf der nördlich von Föhrig die ehemalige Innerdeutsche Grenze passierende Bahnstrecke Leipzig–Hof gab es seit 1947 wieder Interzonalen Personenverkehr.

Mit der Wende und friedlichen Revolution in der DDR endete für die Gemeinde Trogen in den Jahren 1989/1990 die Lage im Zonenrandgebiet. Nach der Öffnung der Grenze zur DDR am 10. November 1989 wälzte sich ein ständiger Autostrom über die Bundesstraße 173 durch den Ortsteil Ullitz in Richtung Hof. Schon bald darauf konnte auch die A 72 wieder befahren werden. Trogen war erneut Bindeglied zwischen Bayern und Sachsen. In der Folgezeit wurde die ehemalige Innerdeutsche Grenze im Norden und Osten des Gemeindegebiets dem Naturschutzprojekt Grünes Band Deutschland angegliedert. In der Gemeinde Trogen befinden sich die Naturschutzgebiete „Pfarrwiese“ (bei Föhrig), „Himmelreich“ mit dem Flächennaturdenkmal „Grenzheide“ (bei Schwarzenstein) und „An der Ullitz“ (bei Ullitz).

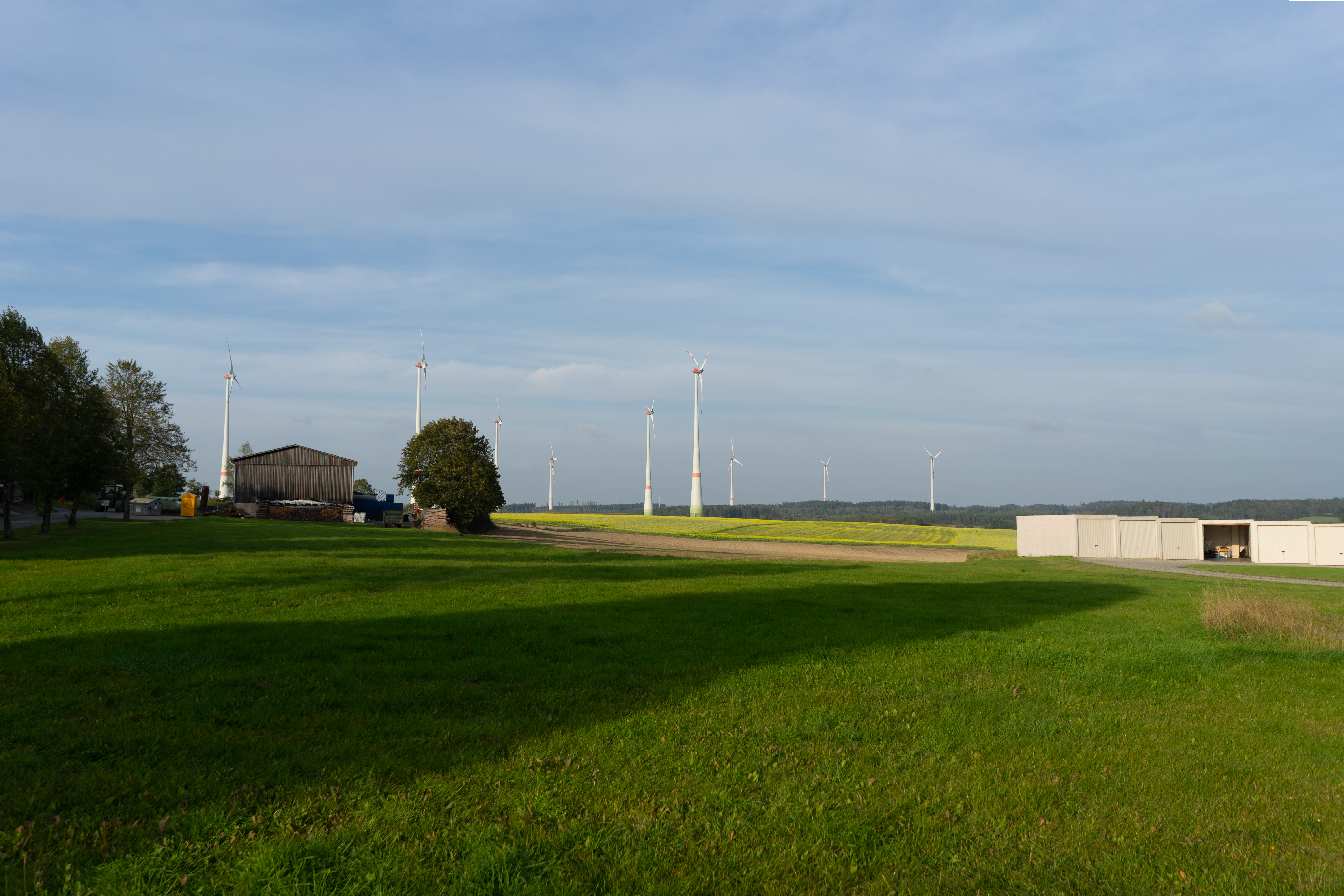
Blick auf die Windradanlage (2020)

 Mit der Vollendung des nördlichsten Abschnitts der Bundesautobahn 93 wurde das Dreieck Hochfranken in der Trogener Flur am 15. Dezember 2000 offiziell dem Verkehr übergeben, nachdem es seit 1992 geplant und seit 1996 gebaut worden war. Zwischen 2012 und 2014 entstanden in Trogen die zwei Windparks "Trogen I" (auch: "Hochfranken I") und "Trogen II" (auch: "Hochfranken II") mit jeweils fünf Anlagen.

### Einwohnerentwicklung
Im Zeitraum 1988 bis 2018 stieg die Einwohnerzahl von 1352 auf 1423 um 71 bzw. um 5,3 %. Am 31. Dezember 2003 hatte Trogen 1616 Einwohner.
Gemeinde Trogen
| Jahr      | 1819   | 1840   | 1852   | 1861   | 1867   | 1871   | 1875   | 1880   | 1885   | 1890   | 1895   | 1900   | 1905   | 1910   | 1919   | 1925   | 1933   | 1939   | 1946   | 1950   | 1961   | 1970   | 1987   | 2000 | 2010   | 2015   | 2022   |
| Einwohner | 580    | 857    | 856    | 881    | 899    | 885    | 854    | 821    | 778    | 842    | 814    | 822    | 844    | 844    | 825    | 858    | 931    | 1203   | 1382   | 1435   | 1225   | 1311   | 1334   | 1584 | 1553   | 1435   | 1426   |
| Häuser    |        |        |        |        |        | 118    |        |        | 119    | 119    |        | 120    |        |        |        | 116    |        |        |        | 146    | 186    |        | 320    |      |        | 428    | 449    |
| Quelle    | [ 12 ] | [ 18 ] | [ 18 ] | [ 19 ] | [ 20 ] | [ 21 ] | [ 22 ] | [ 23 ] | [ 24 ] | [ 25 ] | [ 18 ] | [ 26 ] | [ 18 ] | [ 27 ] | [ 18 ] | [ 28 ] | [ 18 ] | [ 18 ] | [ 18 ] | [ 29 ] | [ 30 ] | [ 31 ] | [ 32 ] |      | [ 33 ] | [ 33 ] | [ 34 ] |

Ort Trogen
| Jahr      | 1799   | 1819   | 1861   | 1871   | 1885   | 1900   | 1925   | 1950   | 1961   | 1970   | 1987   |
| Einwohner | 149    | *475   | 657    | 688    | 588    | 645    | 669    | 1215   | 1012   | 1105   | 1133   |
| Häuser    | 41     |        |        |        | 85     | 86     | 86     | 113    | 150    |        | 268    |
| Quelle    | [ 11 ] | [ 12 ] | [ 19 ] | [ 21 ] | [ 24 ] | [ 26 ] | [ 28 ] | [ 29 ] | [ 30 ] | [ 31 ] | [ 32 ] |

### Religion
In Trogen wurde bereits im Jahr 1366 urkundlich eine Kapelle mit Friedhof erwähnt. Nach einem Brand im Jahr 1637 entstand ein Neubau. Im Jahr 1747 entstand die heutige barocke Saalkirche. Sie befand sich bis 1928 unter dem Patronat der Hofer Kirche. Seit 1928 ist die Trogener Kirche eine eigene Pfarrei.

## Politik
- CSU: 6
- FWG: 5
- SPD: 1

### Bürgermeister
Erster Bürgermeister ist seit 2020 Sven Dietrich (CSU). Bei der Kommunalwahl vom 15. März 2020 wurde er mit 58,07 % der Stimmen gewählt.

### Gemeinderat
Der Gemeinderat hat 12 Mitglieder. Weiteres Mitglied und Vorsitzender des Gemeinderates ist der Bürgermeister. Bei der Kommunalwahl vom 15. März 2020 haben von den 1.171 stimmberechtigten Einwohnern in der Gemeinde Trogen 842 von ihrem Wahlrecht Gebrauch gemacht, womit die Wahlbeteiligung bei 71,90 % lag.

### Wappen und Flagge
Wappen
| Wappen von Trogen | Blasonierung: „Über silbernem Zinnenschildfuß in Schwarz ein wachsender rot bewehrter und gekrönter goldener Löwe, der in seinen Vorderpranken einen von Silber, Rot und Schwarz geteilten Schild hält.“ |
| Wappen von Trogen | Dieses Wappen wird seit 1979 geführt. |

Flagge
Die Gemeindeflagge ist gelb-rot.

### Verwaltungsgemeinschaft
Trogen ist Mitglied der Verwaltungsgemeinschaft Feilitzsch.

## Kultur und Sehenswürdigkeiten

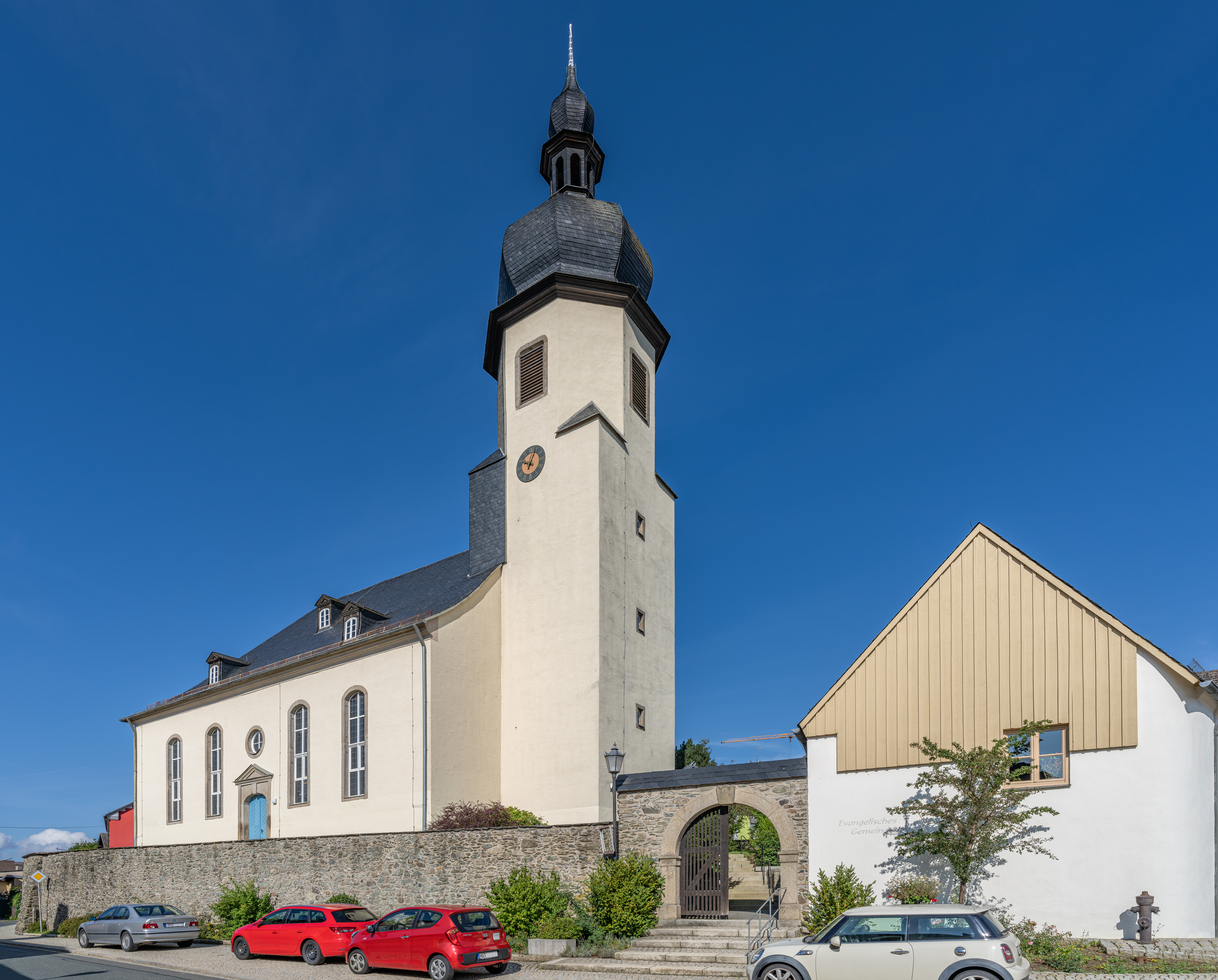
Evangelische Pfarrkirche Trogen (2021)

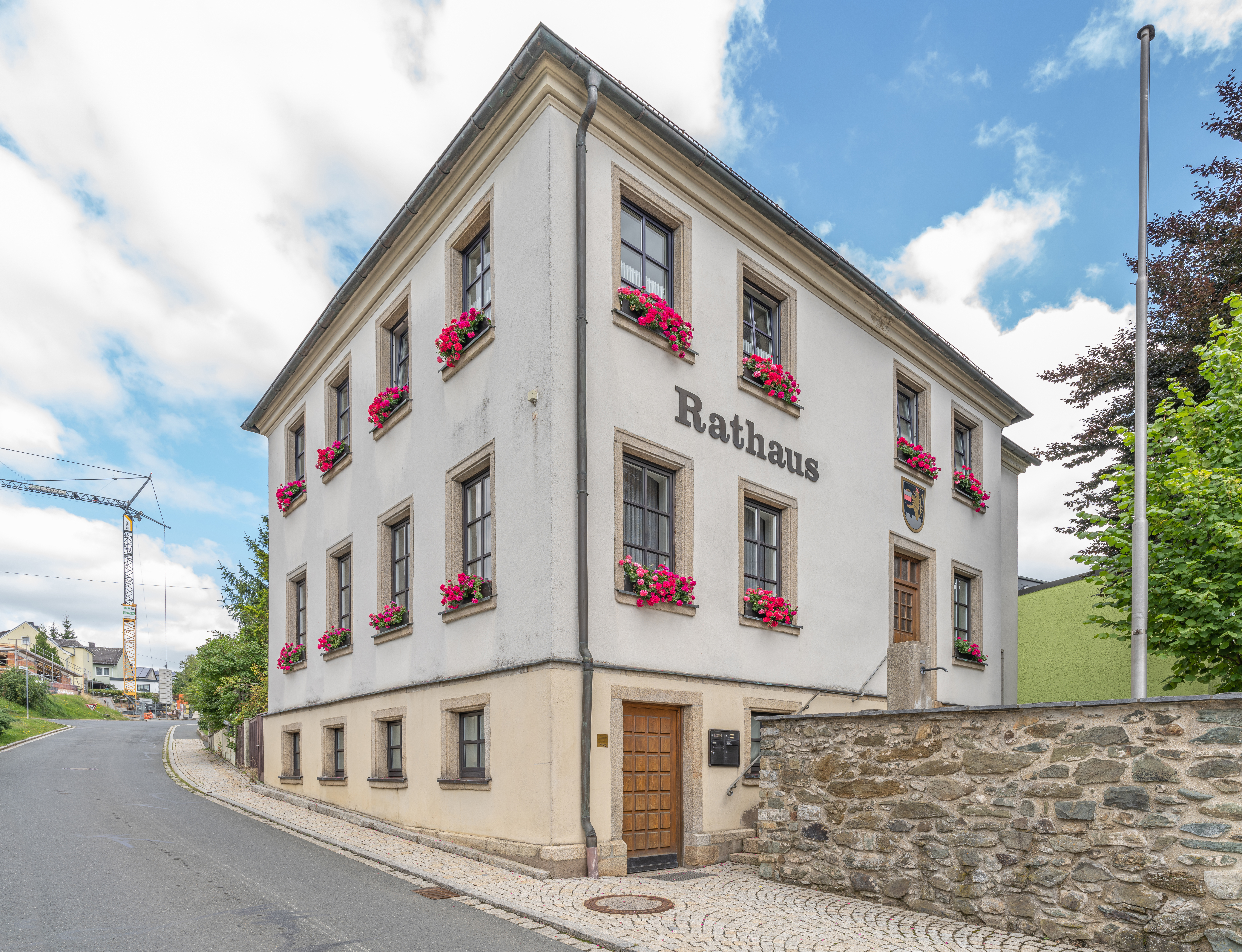
Sicht auf das Rathaus von der Kirchstraße

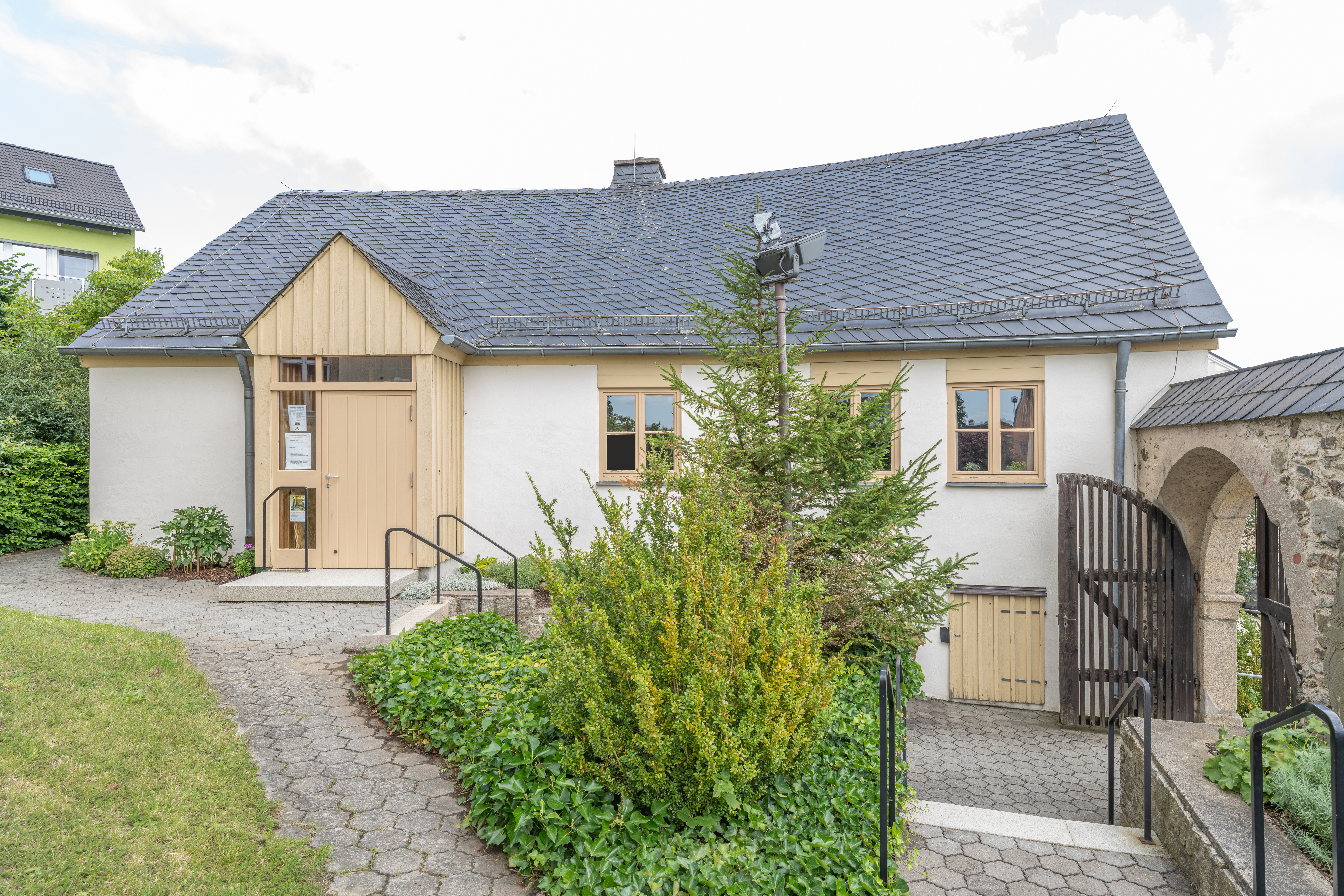
Das Gemeindehaus nahe der Pfarrkirche

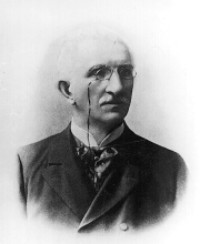
Maximilian Freiherr von Feilitzsch

Ortsbildprägend ist die erhöht stehende evangelisch-lutherische Kirche mit dominantem barockem Zwiebelturm im Zentrum. In das Ensemble integriert sind das Rathaus und das kirchliche Gemeindehaus. Im Umfeld befindet sich das Bürgerhaus als Ort gesellschaftlicher Veranstaltungen. Die Kirche ist eine protestantische Saalkirche mit barocker Ausstattung und regionaltypischen Elementen, wie dem Taufengel und dem Kanzelaltar. Weitere prägnante Elemente im Ortsbild sind die beiden gutshausartigen Schlösschen und der Friedhof am Rand des Ortes mit zwei kleinen markanten Gebäuden (Kapelle und Mausoleum) in Kammlage eines Hügels. Das kulturelle und gesellschaftliche Leben im Ort wird hauptsächlich von zahlreichen Vereinen und den Kirchengemeinden getragen. Eine Reihe von Angeboten und Aktivitäten beziehen sich auf den Nachbarort Feilitzsch.

## Wirtschaft und Infrastruktur

### Wirtschaft einschließlich Land- und Forstwirtschaft
Es gab 1998 nach der amtlichen Statistik im produzierenden Gewerbe 59 und im Bereich Handel und Verkehr keine sozialversicherungspflichtig Beschäftigten am Arbeitsort. Sozialversicherungspflichtig Beschäftigte am Wohnort gab es insgesamt 531. Im verarbeitenden Gewerbe gab es zehn Betriebe, im Bauhauptgewerbe drei Betriebe. Zudem bestanden im Jahr 1999 16 landwirtschaftliche Betriebe mit einer landwirtschaftlich genutzten Fläche von 827 Hektar, davon waren 687 Hektar Ackerfläche und 140 Hektar Dauergrünfläche.
Auf einer Hochebene am Rande des Kernorts befindet sich ein ausgedehntes Gebiet mit Windkraftanlagen (Windpark Trogen I und Windpark Trogen II, siehe unter Liste von Windkraftanlagen in Bayern).

### Bildung

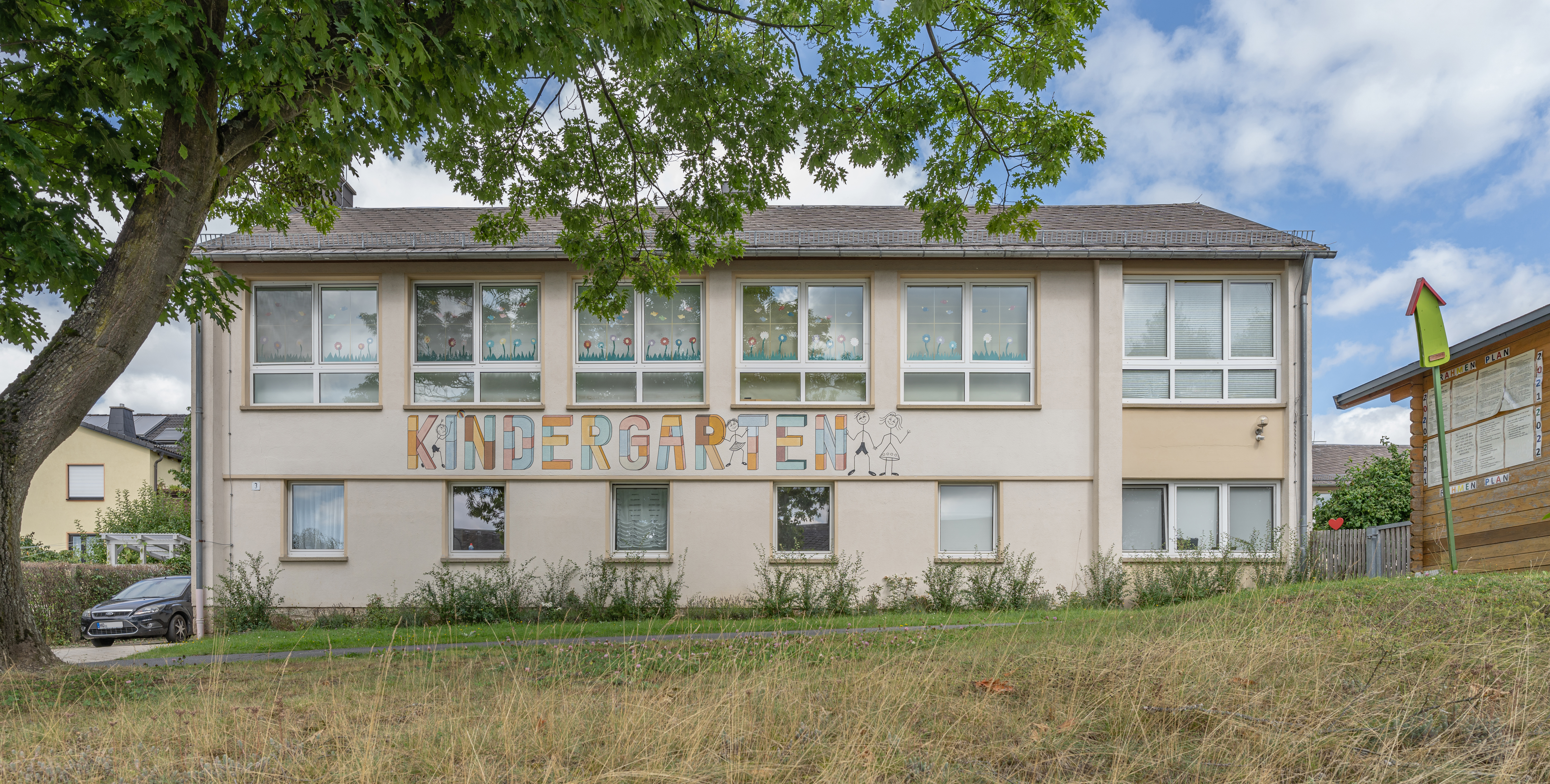
Der Kindergarten in der Schulstraße

Es bestand 1999 folgende Einrichtung:
- Ein Kindergarten mit 100 Plätzen und 106 Kindern

### Freiwillige Feuerwehr

#### Geschichte
Die Gründung der heutigen Freiwilligen Feuerwehr (FF) wurde am 2. November 1872 abgeschlossen. Erster Vorsitzender war der Kammerherr Freiherr Alexander von Feilitzsch. In der Feuerwehr des 19. Jahrhunderts gab es freiwillige Mitglieder und Mitglieder der Pflichtfeuerwehr. 
In der Zeit des Nationalsozialismus wurde die Organisationseinheit in die sogenannte Feuerlöschpolizei umbenannt und es wurden Mitglieder für den Krieg eingezogen, wovon einige fielen, starben oder vermisst sind.
Nach der NS-Zeit wurde eine Kienberger Wehr erneut eingerichtet, die jedoch 1979 wieder aufgelöst wurde. 
Im Jahre 1965 wurde das damals neue Feuerwehrhaus eingeweiht, das noch heute Teil des Feuerwehrgebäudes ist. Ebenso wurde ein Tanklöschfahrzeug nach Trogen verlegt und im Dezember 1965 ein Einsatzfahrzeug der ehemaligen Firma Magirus-Deutz in den Bestand aufgenommen.
Mit der Zeit gab es auch Feiern (80-jähriges Jubiläum gefeiert in 1954 und 100-jähriges Jubiläum in 1972) und Kreisfeuerwehrtage (1983, 1997, 2011).
Mit der deutschen Wiedervereinigung kamen auch Veränderungen auf die Einsatzkräfte durch hinzukommende Einsätze in Ostdeutschland und den Ausbau der Bundesautobahn 72 zu. 1990 wurden die ersten Funkmeldegeräte beschafft.

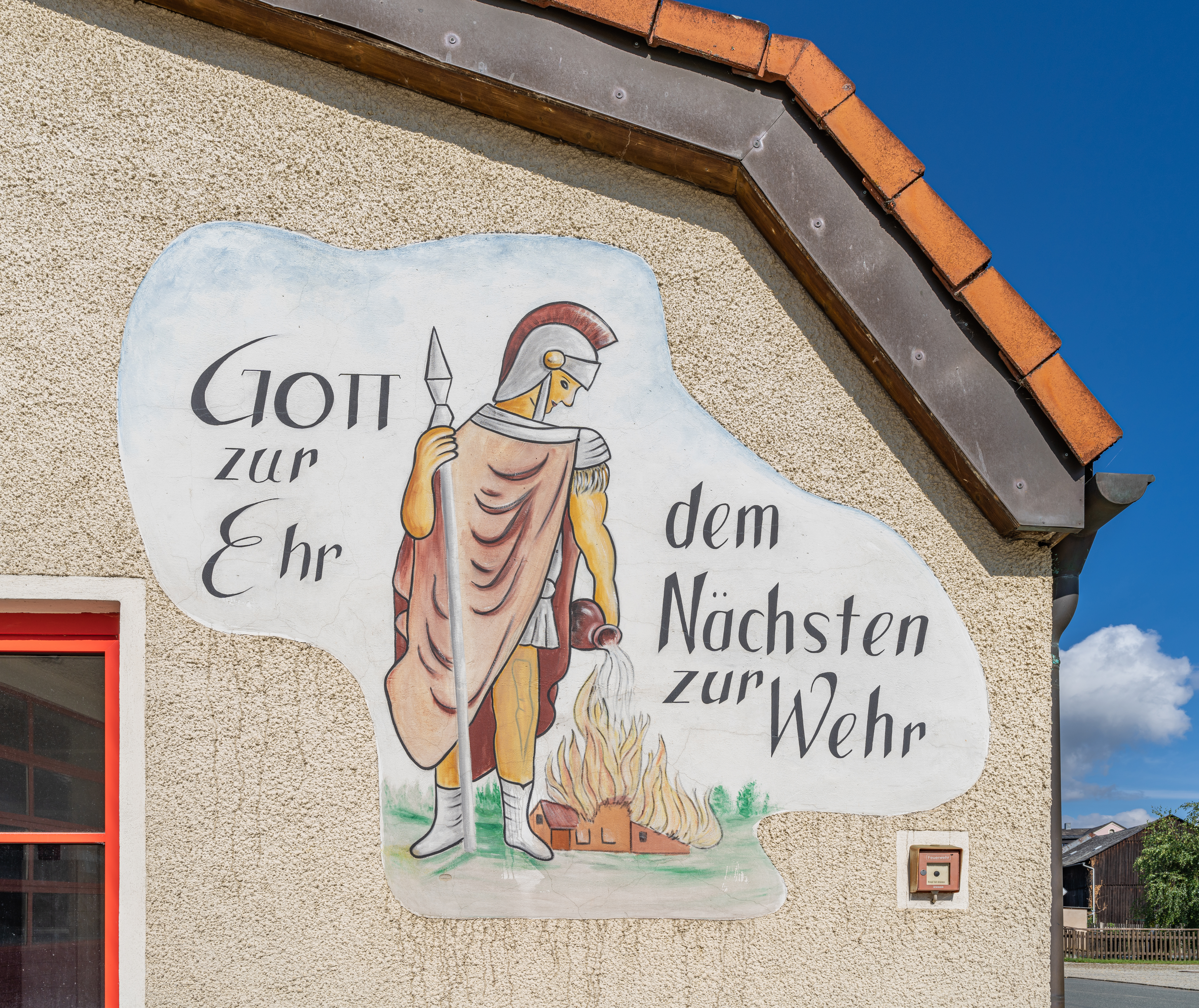
Wandbild des hl. St. Florian (2021)

Im Zuge des Feuerwehrhausneu- und -umbaus in den Jahren 1994/1995 wurde das Wandbild des heiligen St. Florian, dem Schutzpatron der Feuerwehr, von Maler Vogel (Feilitzsch) entworfen und an die Wand angebracht.
Nach der Jahrtausendwende im Jahre 2000 ist der Einsatzbereich der FF (neben anderen) auf die Bundesautobahn 93 und A72 am Dreieck Hochfranken gesetzt worden, der etwa 20 Kilometer lang ist.
Über die Zeit wurde die Ausrüstung regelmäßig erneuert; so war dies in der neueren Zeit etwa ab 2004 mit einer neuen Rettungsplattform, eines neuen Pkw-Stabilisierungssystems, einem neuen Rettungssatz auf Basis der Hydraulik und mehr der Fall. Zum Kreisfeuerwehrtag im Jahre 2011 kam auch das Hilfeleistungslöschgruppenfahrzeug 20/16 dazu.
Im Juni 2022 feierte die FF ihr 150-jähriges Bestehen. Dafür wurde ein Fest organisiert, das ein Wochenende dauerte. Neben der Feier gab es auch eine Fahrzeugschau und einen Zug durchs Dorf.

#### Ausstattung

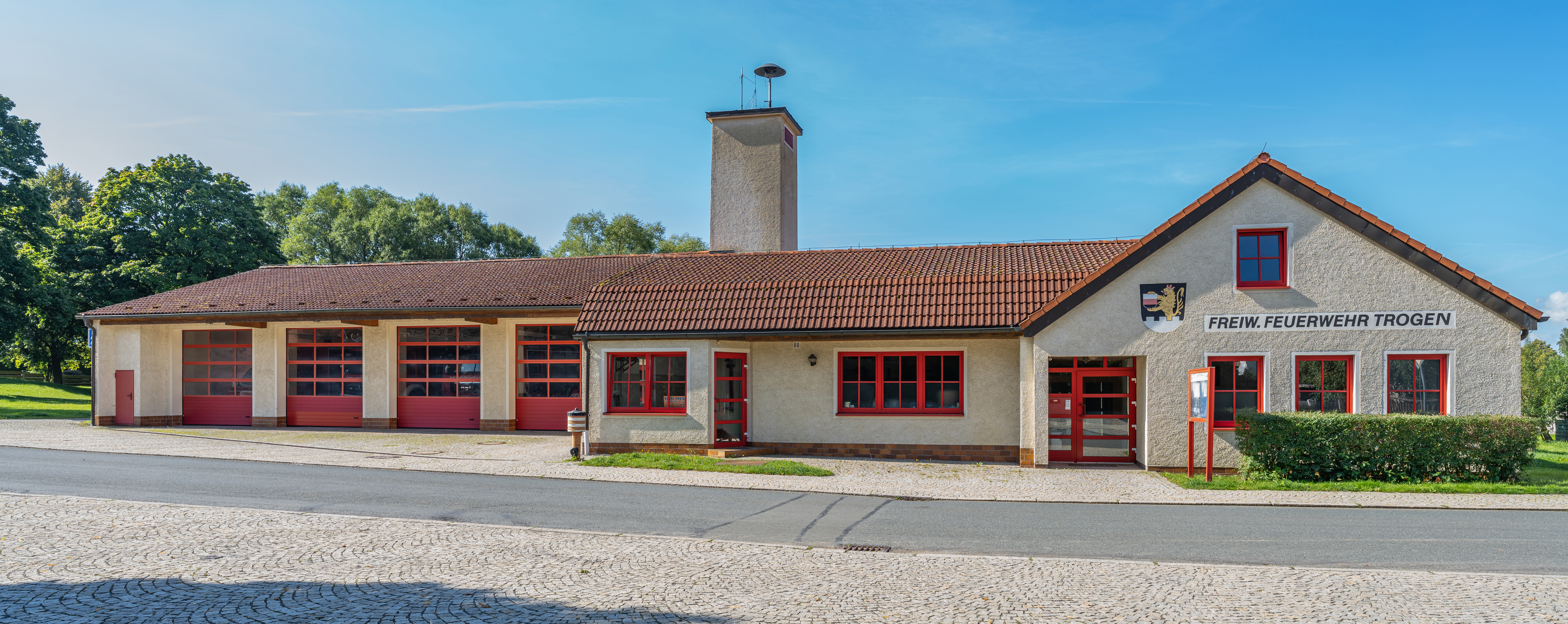
Feuerwehrhaus in Trogen (2021)

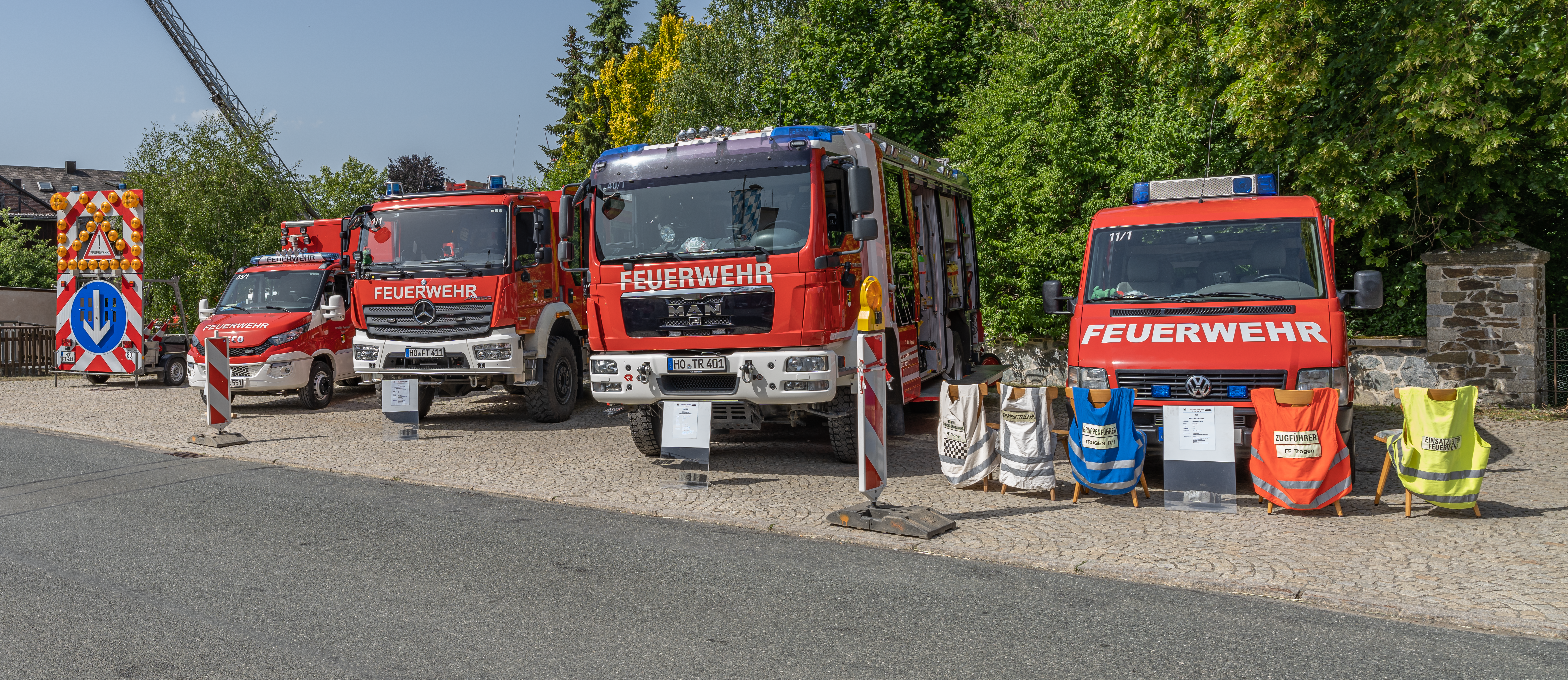
Der Fuhrpark der Feuerwehr

Die FF Trogen hat 146 Mitglieder, davon ca. 45 aktive. Sie verfügt über 4 Fahrzeuge, einen Verkehrssicherungsanhänger (VSA) und ein Heuwehrgerät. Die Fahrzeuge sind das Mehrzweckfahrzeug MZF, das Hilfeleistungslöschgruppenfahrzeug
HLF 20/16, das Löschgruppenfahrzeug für Katastrophenschutz LF KatS und der Gerätewagen Logistik GW-L1.

### Verkehr
Die Kreisstraße HO 1/HOs 1 führt über Kienberg nach Hof zur Bundesstraße 173 (3,5 km südlich) bzw. nach Feilitzsch (1 km westlich). Die Kreisstraße HO 13 führt zur B 173 beim Gewerbepark Hochfranken unmittelbar bei der Anschlussstelle 2 der Bundesautobahn 93 (2,2 km südöstlich). Gemeindeverbindungsstraßen führen nach Ullitz zur Staatsstraße 2452 (1,7 km südöstlich), nach Schwarzenstein (1,8 km nordöstlich) und die Bundesautobahn 72 überbrückend nach Föhrig (3 km nördlich).

## Söhne und Töchter der Gemeinde
- Dieter Mronz (* 1944), von 1988 bis 2006 Oberbürgermeister von Bayreuth
- Maximilian von Feilitzsch (1834–1913), königlich bayrischer Staatsminister des Innern